# Andrej Janežič
Andrej Janežič, slovenski partizan-ilegalec in prvoborec, * 1912, Vrhnika, † ? 
Po poklicu je bil mlinar in žagar na Vrhniki.
Kot odposlanec se je udeležil Zbora odposlancev slovenskega naroda v Kočevju.
Po vojni je bil črtan iz članstva KPS/ZKS.

## Odlikovanja
- red za hrabrost
- red zaslug za ljudstvo II. stopnje
- red bratstva in enotnosti II. stopnje
- red dela I. stopnje
- partizanska spomenica 1941